# Protocolo Extensible de Aprovisionamiento
El Protocolo Extensible de Aprovisionamiento (EPP) es un protocolo flexible diseñado para destinar objetos dentro de registros sobre el Internet. La motivación para la creación de EPP era para crear un protocolo robusto y flexible que pueda proporcionar comunicación entre registros de nombre de dominio y registradores. Estas transacciones son requeridas siempre que un nombre de dominio esté registrado o renovado, así también impide el secuestro de dominio. Ante lo expuesto, los registros que no tuvieron aproximación uniforme, y que existieron muchas interfaces propietarias diferentes. Mientras su uso para nombres de dominio fue el conductor inicial, el protocolo está diseñado para ser utilizable a cualquier tipo de orden y sistema de cumplimiento.
EPP Está basado en XML - un estructurado, formato basado en texto. El transporte de red subyacente no es fijado, a pesar de que el método especificado actualmente es sobre TCP. El protocolo ha sido diseñado con la flexibilidad para utilizar con otros transportes como BEEP, SMTP, o SOAP.
Los primeros borradores de protocolo estuvieron publicados como IETF Internet de sumisión individual-documentos de Borrador por Scott Hollenbeck de Verisign en noviembre de 2000:
- Extensible Provisioning Protocolo
- Extensible Provisioning Mapeo de Contacto del Protocolo
- Extensible Provisioning Mapeo de Nombre de Ámbito de Protocolo
- Extensible Provisioning Protocolo Mapeo Anfitrión
- Extensible Provisioning Transporte de Protocolo Sobre TCP

Los documentos de sumisión individuales estuvieron adoptados por el IETF Registro de aprovisionamiento (provreg) grupo laborable, el cual estuvo creado después de un sesión BoF realizada en IETF-49 en diciembre de 2000. Documentos Estándares propuestos (RFCs 3730 - 3734) estuvo publicado por el RFC Editor en marzo de 2004. Borrador documentos Estándares (RFCs 4930 - 4934) fue publicado en mayo de 2007. En agosto de 2009 IETF concedió a EPP el estado de estándar completo, STD 69.

## Adopción
El protocolo ha sido adoptado por un número de registros de nombre de dominio, como: .ac, .aero, .ag, .asia, .ar, .at, .au, .be, .biz, .br, .bz, .ca, .cat, .cc, .ch, .cl, .cn, .co, .cr, .cz, .com, .coop, .cx, .cz, .dk, .ee, .es (sobre HTTPS), .eu, .fi, .fm, .fr, .gr (sobre HTTPS), .gs, .hn, .ht, .im, .in, .info, .io, .it (sobre HTTPS), .jobs, .ke, .ki, .kz, .la, .lc, .li, .lt, .lu, .lv, .md, .me, .mk, .mn, .mobi, .ms, .mu, .mx, .na, .name, .net, .nf, .ng, .nl, .no, .nu, .nz, .org, .pe, .pk, .pl (sobreHTTPS), .pro, .ps, .pt, .ru, .ro, .sc, .se, .sh, .si, .su, .tel, .tl, .tm, .travel, .tv, .tw, .ua, .uk, .us, .vc, .ve y .za, así como registros ENUM como aquellos operando con el códigos de país +31, +41, +43, +44 y +48.
EPP authInfo "Los códigos" o "las llaves" son también requeridos en la transferencia de nombres de ámbito de nivel superior genéricos entre registradores (.com, .net, .org, .biz, .info).
Dominios .com y .net empezaron a requerir llave EPP en el cuarto trimestre del 2006.

### Relacionado RFCs
- RFC 3375 - Registro Genérico-Requisitos de Protocolo Registrador
- RFC 3735 - Directrices para Extender EPP
- RFC 3915 - Registro de Dominio del período de gracia de mapeo (p. ej. Añade Periodo de Gracia, Periodo de Gracia de la Redención)
- RFC 4114 - Utilizando EPP para direcciones ENUM
- RFC 5910 - Sistema de nombres de dominios (DNS) Mapeo de Extensiones de la Seguridad para el Extensible Protocolo de Aprovisionamiento (EPP) (obsoleto [rfc:5910 RFC] 4310, DNSSEC)
- RFC 5730 - Extensible Protocolo de Aprovisionamiento (EPP) (obsoleto RFC 4930, obsoleto RFC 3730)
- RFC 5731 - Extensible Protocolo de Aprovisionamiento (EPP) Mapeo de Nombre de Dominio (obsoleto RFC 4931)
- RFC 5732 - Extensible Protocolo de Aprovisionamiento (EPP) Mapeo Anfitrión (obsoleto RFC 4932)
- RFC 5733 - Extensible Protocolo de Aprovisionamiento (EPP) Mapeo de Contacto (obsoleto RFC 4933)
- RFC 5734 - Extensible Protocolo de Aprovisionamiento (EPP) Transporte sobre TCP (obsoleto RFC 4934)

### Adopción
- IETF Informe de implementación para RFCs 4930-4934. (Esto incluye una lista de registros de dominio de nivel superior que ha implementado EPP).

- Datos: Q197876